# Paul Mirabaud
Pour les articles homonymes, voir Mirabaud.
Paul Barthélemy Mirabaud, né le 29 juin 1848 à Versailles et décédé le 12 mai 1908 au 42 avenue de Villiers dans le 17e arrondissement de Paris, est un banquier et philatéliste français. Il est l'un des signataires du Roll of Distinguished Philatelists qui distingue « les pères de la philatélie ».

## Biographie
Petit-fils de Jacques Mirabaud, fils d'Henry Mirabaud et de Denise Adélaïde Paccard, lui-même associé-gérant de la Maison de banque familiale Mirabaud et Cie, il est régent de la Banque de France de 1907 à sa mort, président de la Société des Chargeurs Réunis, vice-président de la Compagnie des phosphates de Gafsa, administrateur de la Compagnie du chemin de fer de Paris à Orléans, de la Compagnie du canal de Suez, des Mines de Soumah et Tafna, des Mines de Mokta-el-Hadid, des Mines de Boléo, de la Compagnie Algérienne, des Chemins de fer de l'État argentin et de la Compagnie des houillères et du chemin de fer d'Épinac. Il prend part à la fondation de la Société française de reports et de dépôts et de Peñarroya en 1881, de la Compagnie Le Nickel en 1880 et des Mines de Bor en 1904.
Paul Mirabaud est connu également pour avoir proposé à Marcel Proust une croisière entre Dinard et Guernesey, en août 1904, sur son yacht baptisé Hélène.
Il est membre du diaconat de l'église réformée du Saint-Esprit, rue Roquépine (Paris), où il est enterré le 16 mai 1908. En mai 1909, une partie de sa collection de timbres est mise en vente à la salle Drouot.
Il épouse Hélène Dollfus, fille de Charles Dollfus et d'Émilie Galline, le 8 janvier 1872, à Mulhouse. Sa fille Jeanne épouse le diplomate Robert de Billy.

## Publications
- Paul Mirabaud, Chenevière et A. de Reuterskiöld, Les timbres-poste suisses, 1843-1862, Librairies Impr. Réunies, 1898 (ISBN 9780274576067)

## Autres rôles
- Vice-président de l'Œuvre des sanatoriums populaires de Paris[3]
- Trésorier de la Société de géographie[3]

### Sources
- Dominique Barjot, Les patrons du Second Empire: Banquiers et financiers parisiens, 2002
- The Death of M. Paul Mirabaud, in The London Philatelist (en), Vol. 17